# Gabriele Giordano Caccia
Gabriele Giordano Caccia (* 24. února 1958 Milán) je italský římskokatolický duchovní, arcibiskup a diplomat.

## Život
Narodil se 24. února 1958 v Miláně.
Vstoupil do arcibiskupského semináře. Po teologickém a filozofickém studiu byl 11. června 1983 kardinálem Carlem Maria Martinim vysvěcen na kněze. Stal se farním vikářem farnosti svatého Jana Bosca v rodném městě. Poté odešel na studia do Říma, kde získal na Papežské univerzitě Gregoriana doktorát z teologie a licenciát z kanonického práva. Během studia doktorátu absolvoval také studium na Papežské církevní akademii.
Dne 1. července 1991 vstoupil do diplomatických služeb Svatého stolce. Byl poslán na apoštolskou nunciaturu v Tanzanii. Roku 1993 se vrátil do Říma a začal působit v sekci pro všeobecné záležitosti Státního sekretariátu. Dne 17. prosince 2002 byl jmenován asesorem pro všeobecné záležitosti.
Dne 16. července 2009 jej papež Benedikt XVI. jmenoval titulárním arcibiskupem ze Sepina a apoštolským nunciem v Libanonu. Biskupské svěcení přijal 12. září z rukou papeže a spolusvětiteli byli kardinálové Tarcisio Bertone a William Joseph Levada. Dne 12. září 2017 byl přemístěn na nunciaturu na Filipínách.
Od 16. listopadu 2019 je stálým pozorovatelem při Úřadu Organizace spojených národů.